# Giovanni Maciocco
Giovanni Maciocco (Olbia, 31 ottobre 1947) è un ingegnere e architetto italiano.
Si laurea in Ingegneria a Pisa (1970) e in Architettura a Firenze (1974).
Ha insegnato presso l'Università di Pisa, il Politecnico di Bari, l'Università di Cagliari e l'Università di Sassari, dove gli è stato conferito il titolo di professore emerito.
È stato il fondatore e il preside della Facoltà di Architettura di Alghero dell'Università di Sassari, che in pochi anni è riuscita a collocarsi ai vertici delle classifiche nazionali .
I progetti di Giovanni Maciocco sono stati pubblicati in diversi volumi e presentati in esposizioni di carattere sia nazionale che internazionale, tra cui:
- VI Biennale Internazionale di Architettura di Venezia. “L'Architetto come sismografo. Sensori del futuro”
- Cinquantenario del CIAM. Congresso internazionale di architettura moderna.
- 50 New Italian Architecture. Two generations face to face. Mostra itinerante. Graz - Praha - Berlin - Rotterdam - Barcelona - New York - Paris

## Principali opere realizzate
- Spazi Teatrali nel Bastione della Maddalena ad Alghero
- Restauro del complesso ex-Ospedale, ex-chiesa e convento di Santa Chiara ad Alghero
- Polo Museale del Restauro a Sassari
- Museo Archeologico Nazionale di Olbia
- Polo Universitario e Naturalistico a Sassari
- Piano del Parco Nazionale dell'Asinara
- Piazza del Popolo a Berchidda
- Piazza del Comune a Loiri Porto San Paolo
- Piano del Parco Internazionale dell'Arcipelago della Maddalena e delle Bocche di Bonifacio
- Arboreto Mediterraneo del Limbara
- Casa unifamiliare in via della Stazione a Olbia
- Piano Urbanistico Provinciale. Provincia di Cagliari
- Piano Urbanistico Provinciale. Provincia di Sassari

## Scritti
- Studi sul progetto del paesaggio, FrancoAngeli, Milano, 2010.
- Laboratori di progetto del paesaggio, FrancoAngeli, Milano, 2010.
- Il territorio, la memoria, il progetto, FrancoAngeli, Milano, 2010.
- People and Space. New Forms of Interaction in the City Project, Springer Verlag, Heidelberg, Berlin, New York, 2009
- Enhancing the City. New Perspectives for Tourism and Leisure, Springer Verlag, Heidelberg, Berlin, New York, 2009
- The Territorial Future of the City, Springer Verlag, Heidelberg, Berlin, New York, 2008
- Urban Landscape Perspectives, Springer Verlag, Heidelberg, Berlin, New York, 2008
- Fundamental Trends in City Development, Springer Verlag, Heidelberg, Berlin, New York, 2008
- Il progetto ambientale in aree di bordo, 2006
- Immagini spaziali e progetto della città, 2005
- Immagini spaziali e progetto del territorio, 2003
- Territorio e progetto. Prospettive di ricerca orientate in senso ambientale, 2003
- La città latente,  2001
- Wastelands, Plurimondi. An International Forum for Research and Debate on Human Settlements,  2000
- Dimensione ecologica e sviluppo locale: problemi di valutazione,  1999
- Etica e pianificazione spaziale,  1999
- La città possibile, 1997
- I luoghi dell'acqua e della terra/Les lieux de l'eau et de la terre,  1998
- La città in ombra, 1996
- La città, la mente, il piano, 1994
- La pianificazione ambientale del paesaggio, 1990
- Le dimensioni ambientali della pianificazione urbana,  1990